# めちゃコミック
めちゃコミック（通称:めちゃコミ）は、株式会社アムタスが運営するスマートフォンとiPad/Androidタブレットとパソコンに対応しているコミック中心の電子書籍配信サイトである。独自の作品としてめちゃコミックオリジナルを刊行している。
元々は帝人グループに属していたが、2024年10月上旬までに帝人が親会社のインフォコムをアメリカの投資ファンドであるブラックストーン・グループに売却するしたため、それに伴い帝人グループを離脱する。

## 沿革
- 2006年11月 - インフォコム株式会社が携帯電話向け電子書籍配信サービス「めちゃコミックス」（現「めちゃコミック」）を開始[2]。
- 2011年11月 - Androidスマートフォンへの対応を開始[3]
- 2012年6月 - iPhoneへの対応を開始[4]
- 2013年10月 - 運営会社を株式会社アムタスに変更
- 2016年11月　サイト開始10周年を迎える[5]
- 2017年3月 - 「縦スクロール読み」に対応したコミックの配信を開始[6]
- 2017年4月 - iPad/Androidタブレットへの対応を開始[7]
- 2017年12月 - パソコンへの対応を開始[8]
- 2019年7月 - Apple/Google向けアプリサービス「めちゃコミックの毎日連載マンガアプリ」を開始[9]。
- 2019年11月 - 「毎日無料連載」を提供開始[10]
- 2024年4月 - 「ページ読み」に対応したコミックの配信を開始[11]